# میهمانی شام

تصویر جلد کتاب میهمانی شام که دربارهٔ نمایشگاه هنرمند با همین نام نوشته شده‌است.

چیدمان میهمانی شام (به انگلیسی: The Dinner Party) (‏۱۹۷۹) اثر جودی شیکاگو یکی از نخستین آثار هنر فمینیستی بود که در دنیا بسیار مطرح شد و مورد توجه منتقدان بسیاری قرار گرفت. این اثر عظیم (اندازهٔ یک اتاق) یادبودی برای دستاوردها و کشاکش‌های زنان در طول تاریخ است و ۳۹ جایگاه برای مهمانان شام دارد که هر یک برای زنان اسطوره‌ای و تاریخی آماده شده‌اند. میز شام در فضایی متشکل از ۲۰۰۰ کاشی سفید براق چیده شده که نام ۹۹۹ زنِ تاریخ‌ساز روی آن‌ها به صورت طلاکوب درج شده‌است. این اثر تشکیل شده از آثار و اشیایی است که قبلاً هیچ‌گاه جزو هنر والا نبوده بلکه محصول دستهای بسیاری است که به‌طور سنتی به عنوان مهارت‌های خاص زنان همانند دوخت بافت ونقاشی روی چینی شناخته می‌شوند.
این کار بین سال‌های ۱۹۷۶–۱۹۹۹ در نمایشگاه‌های متعددی در کشورهای آمریکا، کانادا، استرالیا، انگلستان، آلمان به نمایش گذاشته شده‌است و جودی شیکاگو کتابی را نیز دربارهٔ آن منتشر کرده‌است.
میهمانی شام از میزی سه‌گوش تشکیل شده‌است که طول هر طرف آن ۴۸ فوت است و حالت میز شام آماده پذیرایی از مهمانان را دارد. بر هر زیربشقابی نام یک زن برجسته در تاریخ نوشته شده‌است و به همراه آن تصاویر و نمادهای مربوط به آن فرد، بشقاب، لیوان و دستمال سفره‌ای متناسب قرار دارد.